# Agyrtacantha othello
Agyrtacantha othello är en trollsländeart som beskrevs av Maurits Anne Lieftinck 1942. Agyrtacantha othello ingår i släktet Agyrtacantha och familjen mosaiktrollsländor. IUCN kategoriserar arten globalt som otillräckligt studerad. Inga underarter finns listade i Catalogue of Life.